# Jacobus Clemens non Papa
Jacob (Jacobus) Clemens non Papa (ca. 1510 – 1555 of 1556) was een renaissancecomponist uit de Franco-Vlaamse School.

## Biografie

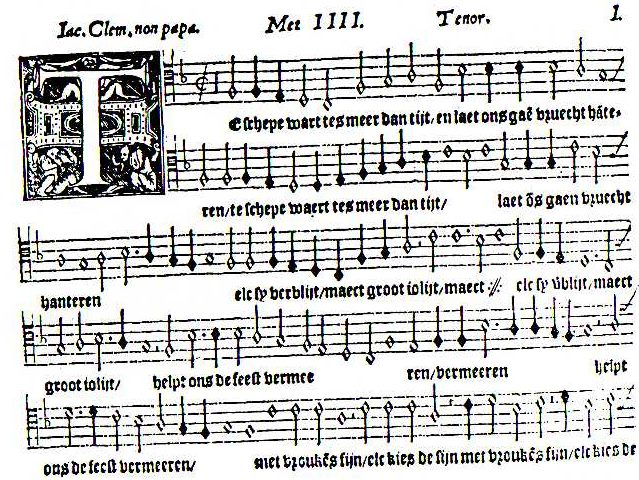
Tenorpartij van het meerstemmige lied "Te Schepe Wart" van Jacobus Clemens non Papa, in de lezing van het liedboek: "Nievve Dvytsche Liedekens, met III. IIII. V. VI. ende VIII. partyen", gedrukt te Maastricht bij Jacob Baethen in 1554

Er wordt verteld dat hij zijn bijnaam "non Papa" zichzelf had gegeven zodat de mensen hem zouden onderscheiden van de Ieperse dichter Clemens Papa (Clément de Paepe). Ook de paus (Latijn: papa) heette toen Clemens. Andere bronnen beweren dat er geen redenen toe zijn om dit aan te nemen. Soms wordt ook gesuggereerd dat hij de aanduiding 'Clemens, niet de paus' bij wijze van grap droeg.
Van zijn leven is weinig bekend. Hij was afkomstig uit een van de zeventien Provinciën van het huidige België of Nederland (misschien Zeeland). Zijn eerste compositie verscheen in 1536. In maart 1544 werd hij benoemd tot zangmeester aan de Sint-Donaaskerk van Brugge. Na een jaar verliet hij Brugge echter. Hij ging een zakelijke relatie aan met de Antwerpse muziekuitgever Tielman Susato, die tot aan Jacobus' dood de meeste van zijn werken zou uitgeven. Tussen 1545 en 1549 was hij waarschijnlijk werkzaam aan het hof van Filips II van Croÿ, hertog van Aerschot en generaal van keizer Karel V. In 1550 was hij gedurende drie maanden te gast in 's-Hertogenbosch bij de Illustere Lieve Vrouwenbroederschap. In 1551/1552 was hij mogelijk te gast in Leiden; de Leidse koorboeken, afkomstig uit de Pieterskerk, bevatten heel wat van zijn werken, onder andere een cyclus Magnificat-zettingen. Volgens Antonius Sanderus is hij begraven in de grote kerk van Diksmuide.
In tegenstelling tot een aantal van zijn tijdgenoten lijkt Clemens nooit naar Italië te zijn geweest. Zijn stijl is "noordelijk" gebleven zonder Italiaanse invloeden. Hij heeft talrijke composities geschreven, onder meer 15 missen, meer dan 200 motetten en vier boeken met in totaal 159 driestemmige psalmen in de Nederlandse taal (souterliedekens). Deze werden uitgegeven door Tielman Susato in Antwerpen.

## Herdenkingsjaar 2012
In 2012 werd, onder de noemer "Clemens500", Clemens' [geschatte] vijfhonderdste geboortejaar herdacht in een aantal steden waar hij actief zou zijn geweest